# Christopher Nolan (Autor)
Christopher Nolan (* 6. September 1965 in Dublin; † 20. Februar 2009 ebenda) war ein irischer Schriftsteller. 

## Leben
Seit seiner Geburt 1965 in Dublin war Nolan spastisch gelähmt und stumm; er schrieb mit Hilfe eines speziellen Computers.
Bereits im Alter von 15 Jahren veröffentlichte er einen Lyrikband mit dem Titel Dam-Burst of Dreams, der von der Kritik gelobt und mit dem Werk von Nolans Landsleuten William Butler Yeats und James Joyce verglichen wurde. Die Mitglieder der irischen Band U2, die mit Nolan auf die Schule gegangen waren, widmeten ihm ihren Song Miracle Drug auf dem Album How to Dismantle an Atomic Bomb. Auch der Titel The Wrong Child vom Album Green der Band R.E.M. wurde von Nolan inspiriert.
Nolans 1987 erschienene Autobiografie Under the Eye of the Clock (dt. Unter dem Auge der Uhr) gewann den Whitbread Award. Aus der Sicht eines Beobachters beschreibt der Autor detailliert, wie er sich mit seiner Behinderung auseinandersetzt. Christopher Nolan war Mitglied bei Aosdána.
Im Alter von 43 Jahren starb der Autor infolge eines Unglücksfalls, nachdem ihm beim Essen Nahrung in die Atemwege geraten war.

## Schriften
- Dam-Burst of Dreams. Littlehampton (Großbritannien) 1981
- Torchlight and Lazer Beams (Theaterstück; gemeinsam mit Michael Scott) 1988
- Unter dem Auge der Uhr. Kiepenheuer u. Witsch, Köln 1989, ISBN 3-462-01973-2
- The Banyan Tree (Roman) 1999
  - dt.: Fünf Felder grün. Roman. Pforte, Dornach 2006, ISBN 978-3-85636-171-6